# Horst Dieter
Horst Dieter (* 14. Dezember 1930 in Wollin, Brandenburg; † 18. Dezember 2001) war ein deutscher Althistoriker.

## Leben

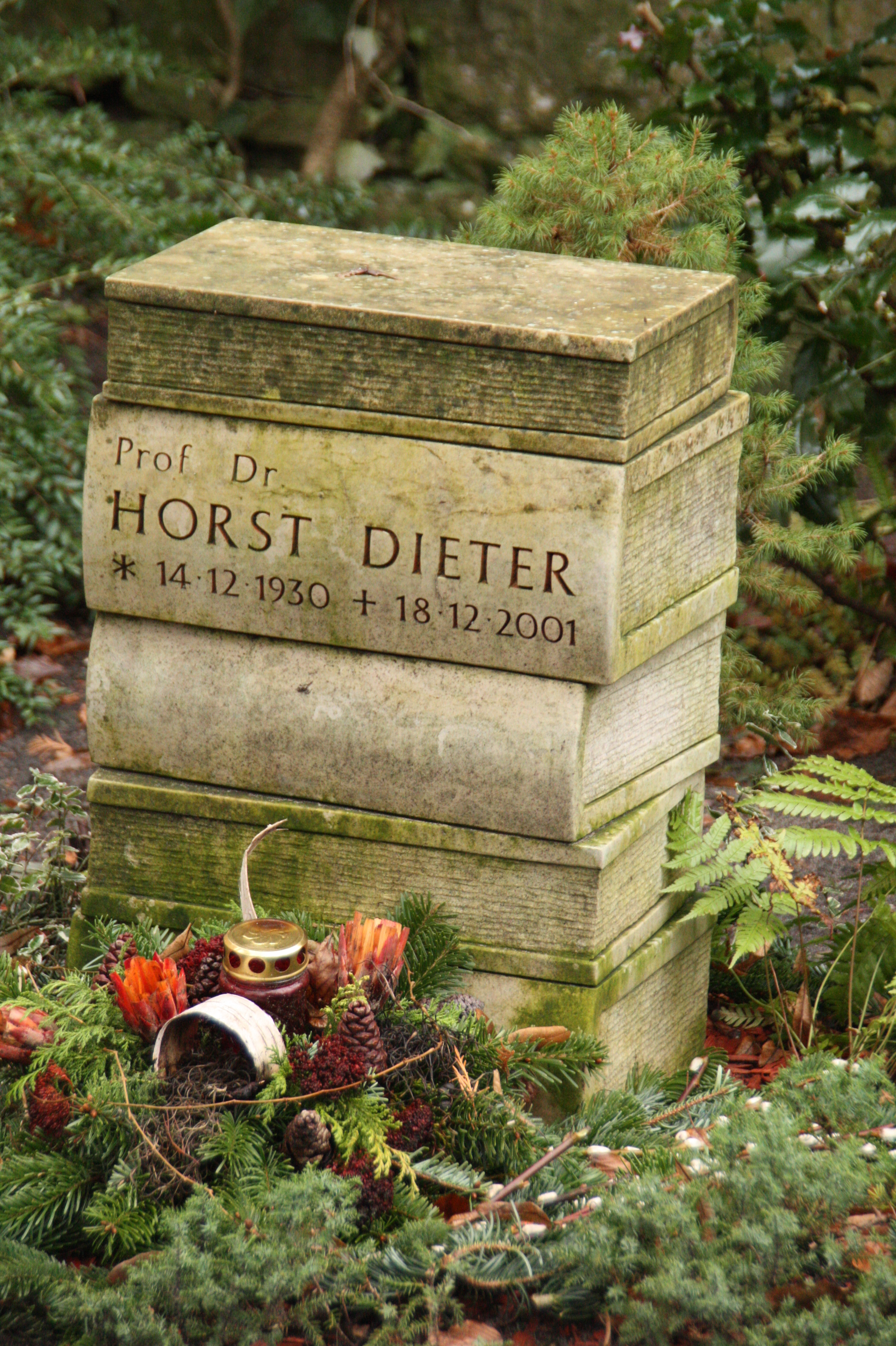
Grab in Potsdam (2012)

Horst Dieter wurde 1960 an der Pädagogischen Hochschule „Karl Liebknecht“ (PHP) mit einer Arbeit zu Ciceros Werk „De officiis“ – eine ideologische Tendenzschrift promoviert und wurde anschließend daselbst Dozent. 1980 wurde er an der PHP zum ordentlichen Professor für Geschichte des Altertums berufen. 1991 wurde er „abgewickelt“. Nach 1992 wurde er zum Leiter des Zentrums für Gerechtigkeitsforschung an der Universität Potsdam berufen. Dieter war vor allem wegen seiner Römischen Geschichte bis 476 bekannt, des Hochschullehrbuches für die römische Geschichte der DDR, das er gemeinsam mit Rigobert Günther veröffentlicht hatte. Zudem erstellte er diverse Lehrmaterialien, darunter mehrere Lehrbriefe für das Fernstudium der Lehrer, für die Lehrerausbildung. Gemeinsam mit Liselot Huchthausen übersetzte er Ciceros Schrift Über die Weissagekunst.
Sein Grab befindet sich auf dem Neuen Friedhof in Potsdam.

## Schriften
- mit Rigobert Günther: Römische Geschichte bis 476. Deutscher Verlag der Wissenschaften, Berlin 1979, ISBN 3-326-00615-2 (2. Auflage 1981, 3. Auflage 1990).
- mit Liselot Huchthausen (Übersetzung): Marcus Tullius Cicero, Werke Band 3 Über die Weissagekunst. Aufbau-Verlag, Berlin 1989.
- Stimmen aus der Antike zu Fragen der Gerechtigkeit. Ausgewählt von Horst Dieter (= Berichte aus dem Zentrum für Gerechtigkeitsforschung an der Universität Potsdam). Zentrum für Gerechtigkeitsforschung, Potsdam 1996.
- Herausgeber: Ein Lügner muß ein gutes Gedächtnis haben. Heiteres und Besinnliches aus der Antike. Aufbau-Taschenbuch-Verlag, Berlin 2001, ISBN 3-7466-1802-9.